# Tricypha anomala
Tricypha anomala là một loài bướm đêm thuộc phân họ Arctiinae, họ Erebidae.